# Adam Pally
Pour les articles homonymes, voir Pally.
Adam Pally, né le 18 mars 1982, est un acteur et humoriste américain.

## Biographie
Adam Pally naît à New York. Il est le fils du docteur Steven Pally, un ostéopathe et de Caryn Pally.

## Carrière

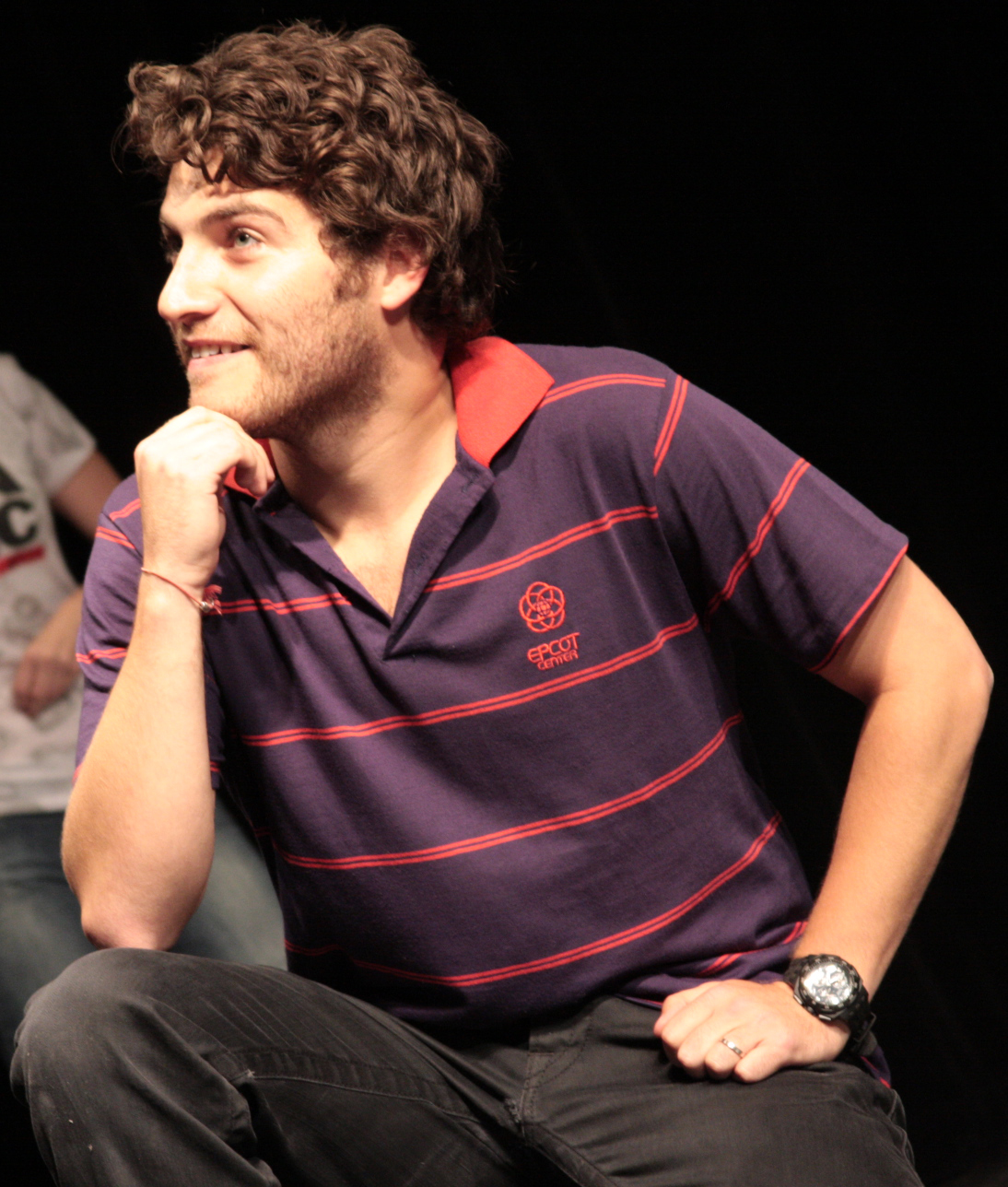
Adam Pally au Upright Citizens Brigade Theatre en 2008.

## Vie personnelle
Il vit à Los Angeles et est marié avec Daniella Anne Pally (née Liben) le 3 juillet 2008. Le couple a trois enfants, un fils Cole (né en 2012), une fille GG (née en 2013) et un autre fils Drake (né en 2017).

## Filmographie

### Cinéma
| Année | Film                                     | Rôle               | Notes      |
| ----- | ---------------------------------------- | ------------------ | ---------- |
| 2008  | Assassination of a High School President | Freddy Bismark     |            |
| 2009  | Taking Woodstock                         | Artie Kornfeld     |            |
| 2009  | Solitary Man                             | Irate Student      |            |
| 2010  | Monogamy                                 | Allen              |            |
| 2012  | 3,2,1... Frankie Go Boom                 | Brian              |            |
| 2012  | Primary Exit Polling                     | Voter              | Short film |
| 2013  | A.C.O.D.                                 | Mark               |            |
| 2013  | Iron Man 3                               | Gary the Cameraman |            |
| 2013  | The Sex List                             | Chip               |            |
| 2014  | Life After Beth                          | Diner Sommelier    |            |
| 2014  | Search Party                             | Evan               |            |
| 2014  | Slow Learners                            | Jeff Lowrey        |            |
| 2015  | Bad Night                                | The Painter        |            |
| 2017  | Les Bonnes Sœurs (The Little Hours)      | Le garde Paolo     |            |
| 2020  | Sonic, le film (Sonic the Hedgehog)      | Wade               |            |
| 2022  | Sonic 2, le film                         | Wade               |            |
| 2024  | Sonic 3, le film                         | Wade               |            |

### Télévision
| Année      | Titre                                    | Rôle                      | Notes |
| ---------- | ---------------------------------------- | ------------------------- | --- |
| 2007, 2011 | Californication                          | Young Hollywood Douchebag | 3 épisodes: "Filthy Lucre", "Freeze-Frame" and "The Recused"                                                                 |
| 2008       | The Colbert Report                       | Maverick Bully            | Épisode: "Charlie Cook/Andrew Sullivan"                                                                                      |
| 2011       | The Boys and Girls Guide to Getting Down | Bryce                     | Television movie |
| 2011       | Best Friends Forever                     | Joe                       | Unaired Pilot |
| 2011       | NTSF:SD:SUV                              | Various                   | 2 épisodes: "Piper Doesn't Live Here Anymore", "The NTSF:SD:SUV: HISS Infomercial"                                           |
| 2011–13    | Happy Endings                            | Max Blum                  | Rôle principal, 57 épisodes Nominated – Critics' Choice Television Award for Best Supporting Actor in a Comedy Series (2013) |
| 2013–15    | Kroll Show                               | Various                   | 3 épisodes: "San Diego Diet", "Sponsored by Stamps", "The In Addition Tos"                                                   |
| 2013       | The Jeselnik Offensive                   | Panelist                  | Épisode: "Adam Pally and Casey Wilson"                                                                                       |
| 2013       | The Arscheerio Paul Show                 | Rosie O'Donnell           | Épisode: "Madonna & Rosie O'Donnell"                                                                                         |
| 2013–14    | Comedy Bang! Bang!                       | Various                   | 2 épisodes: "Andy Samberg Wears A Plaid Shirt & Glasses", "Fred Armisen Wears Black Jeans & Glasses"                         |
| 2013–15    | The Mindy Project                        | Dr Peter Prentice         | Rôle principal, 38 épisodes                                                                                                  |
| 2024       | Knuckles                                 | Wade                      | Mini-série |

### Séries web
| Année | Titre                      | Rôle                |
| ----- | -------------------------- | ------------------- |
| 2011  | The Fuzz                   | Officer Chip Nelson |
| 2012  | Happy Endings: Happy Rides | Max Blum            |

## Récompenses
| Année | Récompense                       | Catégorie                                | Titre             |  |
| ----- | -------------------------------- | ---------------------------------------- | ----------------- |  |
| 2013  | Critics' Choice Television Award | Best Supporting Actor in a Comedy Series | The Happy Endings |  |